# Kostel svatého Mikuláše (Praskolesy)
Kostel svatého Mikuláše v Praskolesích je nejstarší tamní památkou. Je zdaleka vidět, jelikož stojí na kopci. Je chráněn jako kulturní památka České republiky.

## Historie
Základní kámen byl položen již roku 1216. Prošel však mnoha přestavbami, z nichž několik bylo přerušeno třicetiletou válkou. Fara vznikla v Praskolesích roku 1699. Místní farnost byla v roce 2006 administrativně zrušena a její území začleněno do farnosti Hořovice.

## Přifařené obce
Přifařenými obcemi po dobu existence farnosti byly Praskolesy, Chlustina, Kotopeky, Sedlec, Stašov, Tlustice a Otmíče.